# Kenny Smith
Kenneth „Kenny“ Smith (* 8. März 1965 in Queens, New York City) ist ein ehemaliger US-amerikanischer Basketballspieler. Smith, der von 1987 bis 1997 in der NBA spielte, ist auch unter seinem Spitznamen The Jet bekannt.

## Karriere
Smith war von 1983 bis 1987 Student und Basketballspieler an der University of North Carolina at Chapel Hill. Er machte sich in der Hochschulmannschaft insbesondere als Korbvorbereiter einen Namen. 1987 wurde er von den Fachzeitschriften Basketball Times und The Sporting News als Spieler des Jahres der NCAA ausgezeichnet.
Er wurde im NBA-Draft 1987 an sechster Stelle von den Sacramento Kings ausgewählt. Für seine spielerische Leistung in seiner Debütsaison wurde er in das All-Rookie First Team berufen. In den Spielzeiten 1994 und 1995 gewann Smith als Stammspieler mit den Houston Rockets um Hakeem Olajuwon jeweils die NBA-Meisterschaft. Smith kam in der NBA auf insgesamt 805 Einsätze. Seine beste Punktausbeute erreichte er in der NBA-Hauptrunde des Spieljahres 1990/91, als er für Houston im Durchschnitt 17,7 Punkte je Begegnung erzielte.
Er gehörte außerdem zur Basketballnationalmannschaft der USA, die die Weltmeisterschaft 1986 in Spanien gewann. Mit 14,8 Punkten je Turnierspiel war Smith zweitbester Korbschütze der US-Amerikaner.
Seit 1998 arbeitet er als Kommentator für den US-Fernsehsender TNT. Sein Sohn K.J. Smith spielte Basketball an der University of Pacific und wechselte 2017 an die University of North Carolina.